# Fibraurea darshanii
Fibraurea darshanii là một loài thực vật có hoa trong họ Biển bức cát. Loài này được Udayan & K.Ravik. mô tả khoa học đầu tiên năm 2007.